# LIFE (ナオト・インティライミの曲)
「LIFE」（ライフ）は、ナオト・インティライミによる楽曲。彼の14枚目のシングルとして2014年9月17日にユニバーサルシグマから発売。

## 収録曲
全曲 作詞：ナオト・インティライミ・磯貝サイモン、作曲：ナオト・インティライミ
1. LIFE [3:41]
  - 編曲：久保田真悟
2. Ready Set Go [4:09]
  - 編曲：宮崎裕介
3. LIFE（Instrumental） [3:42]
4. Ready Set Go（Instrumental） [4:09]

『LIFE』のプロモーションビデオは、落語家という設定で鈴本演芸場で撮影されている。所作指導・共演は春風亭一之輔。